# Johann Tomanek
Johann Tomanek, česky Jan Tománek, plným jménem Jan Emanuel Tománek, později se šlechtickým predikátem von Beyerfels, z Beyerfelsu, (10. srpna 1818 Hodonín – 30. dubna 1876 Hodonín) byl rakouský politik z moravského Hodonína. Byl českého původu, ale později se přiklonil k německé kultuře a jazyku, v 2. polovině 19. století poslanec Říšské rady.

## Biografie
Pocházel z chudé měšťanské rodiny. Otec Tobiáš Tománek byl mydlářem. V letech 1823–1828 vystudoval školu v rodném Hodoníně, pak do roku 1832 studoval na piaristickém gymnáziu ve Strážnici. Další vzdělání již nemohl získat kvůli nedostatku peněz. Vyučil se obchodníkem v Hodoníně, do roku 1842 potom působil v Brně a po návratu do rodného města si zřídil kupeckou živnost (provozoval obchod se smíšeným zbožím, v roce 1856 si v sousedství otevřel i kavárnu). V červenci 1847 byl jmenován poštmistrem. Od 10. srpna 1850 do 17. ledna 1854 působil v Hodoníně jako obecní radní. Od roku 1861 trvale zasedal v hodonínském obecním zastupitelstvu. Mandát v něm obhájil pětkrát, naposledy v roce 1873.
Během revolučního roku 1848 se podílel na tažení generála Baltazara Šimuniće. Společně s hodonínským lékárníkem Janem Přikrylem ustavili městskou dobrovolnickou gardu, která měla hájit zemskou hranici před revolučním maďarským neklidem. 1. ledna 1850 mu za to byla udělena záslužná medaile.
Po obnovení ústavní vlády se zapojil i do zemské a celostátní politiky. 15. prosince 1863 byl zvolen na Moravský zemský sněm za kurii městskou, obvod Hustopeče, Hodonín, Slavkov a D. Kounice. V zemských volbách v lednu 1867 zvolen nebyl, ale do sněmu se vrátil již v krátce poté vypsaných nových volbách 26. března 1867, opět za svůj původní volební obvod. Zemský sněm ho 10. dubna 1867 zvolil i do Říšské rady. Zemský sněm ho do Říšské rady delegoval rovněž roku 1870 a 1871. Mandát zemského poslance pak obhájil i v zemských volbách roku 1870, zemských volbách v září 1871 a opakovaných zemských volbách v prosinci 1871 a setrval zde až do své smrti.
Ačkoliv byl českého (slovanského) původu, politicky a kulturně se přiklonil k německému táboru. Své jméno uváděl jako Johann Emanuel Tomanek. Vyznával zemské moravské vlastenectví a nepřipojil se k českému hnutí. V zákonodárných sborech byl členem liberálně a centralisticky orientované Ústavní strany, která odmítala federalistické aspirace neněmeckých národností.
Jeho manželkou byla Maria Anna Beyer z Brna. Měli pět synů a šest dcer. 16. srpna 1873 byl povýšen do šlechtického stavu. Získal predikát von Beyerfels (podle dívčího jména své manželky). Postavil dům na nynějším Masarykově náměstí č. 393/8.
Zemřel 30. dubna 1876 v Hodoníně na zánět pobřišnice.
Druhorozený syn August Alexius (1848– 1894) převzal po otci správu pošty a místo v hodonínském obecním zastupitelstvu.